# Rally di Ypres 2021
Il Rally di Ypres 2021, ufficialmente denominato 56. Renties Ypres Rally Belgium, è stata l'ottava prova del campionato del mondo rally 2021 nonché la cinquantaseiesima edizione del Rally di Ypres e la prima con valenza mondiale.
La manifestazione si è svolta dal 13 al 15 agosto sugli asfalti pianeggianti che attraversano le campagne delle Fiandre Occidentali con base a Ypres, cittadina situata nei pressi del confine con la Francia, al centro della quale fu allestito anche il parco assistenza per tutti i concorrenti; nella giornata finale si è corso invece nella provincia di Liegi in Vallonia, all'estremità orientale del paese, con tratti di gara da percorrere all'interno del celebre circuito di Spa-Francorchamps.
L'evento è stato vinto dal belga Thierry Neuville, navigato dal connazionale Martijn Wydaeghe, al volante di una Hyundai i20 Coupe WRC della squadra Hyundai Shell Mobis WRT, seguiti dalla coppia irlandese formata da Craig Breen e Paul Nagle, compagni di squadra dei vincitori, e da quella finlandese composta da Kalle Rovanperä e Jonne Halttunen alla guida di una Toyota Yaris WRC del team Toyota Gazoo Racing WRT. Per Wydaeghe si trattò della prima vittoria in carriera, all'ottava gara dal suo debutto nella massima categoria del mondiale WRC.
I finlandesi Jari Huttunen e Mikko Lukka hanno invece conquistato il successo nel campionato WRC-2, portando alla vittoria la Hyundai i20 N Rally2, la nuova vettura della squadra ufficiale Hyundai Motorsport N riservata alla categoria cadetta, mentre i francesi Yohan Rossel e Alexandre Coria hanno vinto nella serie WRC-3 alla guida di una Citroën C3 Rally2, classificandosi inoltre al settimo posto assoluto. In Belgio si disputava anche la quarta prova del campionato Junior WRC, che ha visto vincere l'equipaggio britannico composto da Jon Armstrong e Phil Hall.

## Dati della prova
| Denominazione ufficiale             | Renties Ypres Rally Belgium                                            |
| Edizione N°                         | 56                                                                     |
| Tappa N°                            | 8 di 12                                                                |
| Data manifestazione                 | da venerdì 13/08/2021 a domenica 15/08/2021                            |
| Sede ospitante                      | Ypres (Fiandre Occidentali, Fiandre, Belgio)                           |
| Sede parco assistenza               | Ypres                                                                  |
| Superficie                          | Asfalto                                                                |
| Direttore di gara                   | Emilia Abel                                                            |
| Iscritti                            | 108                                                                    |
| Partiti                             | 97                                                                     |
| Arrivati                            | 73 (75,3%)                                                             |
| Prove speciali previste             | 20                                                                     |
| Prove speciali disputate            | 19 (1 cancellata)                                                      |
| Prova più breve                     | 7,99 km (PS12 e PS16: Mesen - Middelhoek)                              |
| Prova più lunga                     | 25,86 km (PS9 e PS13: Hollebeke)                                       |
| Prova più lenta                     | velocità media di 96,80 km/h (PS18: Francorchamps 1)                   |
| Prova più veloce                    | velocità media di 124,16 km/h (PS4: Zonnebeke 1)                       |
| Lunghezza prove speciali previste   | 295,78 km                                                              |
| Lunghezza prove speciali disputate  | 286,33 km (30,5% della distanza totale effettiva - cancellati 9,45 km) |
| Lunghezza complessiva trasferimenti | 653,71 km                                                              |
| Distanza totale effettiva           | 940,04 km                                                              |
| Media oraria del vincitore          | velocità media di 114,2 km/h (286,33 km in 2h30'24"2)                  |

## Itinerario
| Frazione            | Prova  | Ora    | Nome                                | Partenza                            | Arrivo                              | Lunghezza | Totale    |
| ------------------- | ------ | ------ | ----------------------------------- | ----------------------------------- | ----------------------------------- | --------- | --------- |
| Frazione 1 (13 ago) | PS1    | 13:36  | Reninge - Vleteren 1                | Lo-Reninge                          | Vleteren                            | 15,00 km  | 135,34 km |
| Frazione 1 (13 ago) | PS2    | 14:25  | Westouter - Boeschepe 1             | Heuvelland                          | Boeschepe (Francia)                 | 19,60 km  | 135,34 km |
| Frazione 1 (13 ago) | PS3    | 15:15  | Kemmelberg 1                        | Heuvelland                          | Heuvelland                          | 23,62 km  | 135,34 km |
| Frazione 1 (13 ago) | PS4    | 16:09  | Zonnebeke 1                         | Zonnebeke                           | Ypres                               | 9,45 km   | 135,34 km |
| Frazione 1 (13 ago) |        | 17:06  | Assistenza (flexi) – Ypres (33 min) | Assistenza (flexi) – Ypres (33 min) | Assistenza (flexi) – Ypres (33 min) | –         | 135,34 km |
| Frazione 1 (13 ago) | PS5    | 18:15  | Reninge - Vleteren 2                | Lo-Reninge                          | Vleteren                            | 15,00 km  | 135,34 km |
| Frazione 1 (13 ago) | PS6    | 19:04  | Westouter - Boeschepe 2             | Heuvelland                          | Boeschepe (Francia)                 | 19,60 km  | 135,34 km |
| Frazione 1 (13 ago) | PS7    | 19:54  | Kemmelberg 2                        | Heuvelland                          | Heuvelland                          | 23,62 km  | 135,34 km |
| Frazione 1 (13 ago) | PS8    | 20:48  | Zonnebeke 2                         | Zonnebeke                           | Ypres                               | 9,45 km   | 135,34 km |
| Frazione 1 (13 ago) |        | 20:21  | Assistenza (flexi) – Ypres (48 min) | Assistenza (flexi) – Ypres (48 min) | Assistenza (flexi) – Ypres (48 min) | –         | 135,34 km |
|                     |        |        |                                     |                                     |                                     |           |           |
| Frazione 2 (16 ago) |        | 08:20  | Assistenza – Ypres (18 min)         | Assistenza – Ypres (18 min)         | Assistenza – Ypres (18 min)         | –         | 119,92 km |
| Frazione 2 (16 ago) | PS9    | 09:11  | Hollebeke 1                         | Ypres                               | Ypres                               | 25,86 km  | 119,92 km |
| Frazione 2 (16 ago) | PS10   | 10:08  | Dikkebus 1                          | Ypres                               | Heuvelland                          | 12,49 km  | 119,92 km |
| Frazione 2 (16 ago) | PS11   | 11:01  | Watou 1                             | Poperinge                           | Poperinge                           | 13,62 km  | 119,92 km |
| Frazione 2 (16 ago) | PS12   | 11:51  | Mesen - Middelhoek 1                | Mesen                               | Heuvelland                          | 7,99 km   | 119,92 km |
| Frazione 2 (16 ago) |        | 13:05  | Assistenza (flexi) – Ypres (33 min) | Assistenza (flexi) – Ypres (33 min) | Assistenza (flexi) – Ypres (33 min) | –         | 119,92 km |
| Frazione 2 (16 ago) | PS13   | 14:11  | Hollebeke 2                         | Ypres                               | Ypres                               | 25,86 km  | 119,92 km |
| Frazione 2 (16 ago) | PS14   | 15:08  | Dikkebus 2                          | Ypres                               | Heuvelland                          | 12,49 km  | 119,92 km |
| Frazione 2 (16 ago) | PS15   | 16:01  | Watou 2                             | Poperinge                           | Poperinge                           | 13,62 km  | 119,92 km |
| Frazione 2 (16 ago) | PS16   | 16:51  | Mesen - Middelhoek 2                | Mesen                               | Heuvelland                          | 7,99 km   | 119,92 km |
| Frazione 2 (16 ago) |        | 20:50  | Assistenza (flexi) – Ypres (48 min) | Assistenza (flexi) – Ypres (48 min) | Assistenza (flexi) – Ypres (48 min) | –         | 119,92 km |
|                     |        |        |                                     |                                     |                                     |           |           |
| Frazione 3 (15 ago) | PS17   | 08:30  | Stavelot 1                          | Stavelot                            | Stavelot                            | 9,05 km   | 40,52 km  |
| Frazione 3 (15 ago) | PS18   | 09:08  | Francorchamps 1                     | Stavelot                            | Stavelot                            | 11,21 km  | 40,52 km  |
| Frazione 3 (15 ago) | PS19   | 10:40  | Stavelot 2                          | Stavelot                            | Stavelot                            | 9,05 km   | 40,52 km  |
| Frazione 3 (15 ago) | PS20   | 12:18  | Francorchamps 2 (power stage)       | Stavelot                            | Stavelot                            | 11,21 km  | 40,52 km  |
| Totale              | Totale | Totale | Totale                              | Totale                              | Totale                              | Totale    | 295,78 km |

## Risultati

### Classifica
| Pos.       | Nº       | Pilota                    | Co-pilota              | Auto                   | Squadra                          | Classe      | Tempo     | Distacco   | Punti    |
| Generale   | Generale | Generale                  | Generale               | Generale               | Generale                         | Generale    | Generale  | Generale   | Generale |
| ---------- | -------- | ------------------------- | ---------------------- | ---------------------- | -------------------------------- | ----------- | --------- | ---------- | -------- |
| 1.         | 11       | Thierry Neuville          | Martijn Wydaeghe       | Hyundai i20 Coupe WRC  | Hyundai Shell Mobis WRT          | WRC         | 2h30'24"2 | –          | 28       |
| 2.         | 42       | Craig Breen               | Paul Nagle             | Hyundai i20 Coupe WRC  | Hyundai Shell Mobis WRT          | WRC         | 2h30'54"9 | +30"7      | 18       |
| 3.         | 69       | Kalle Rovanperä           | Jonne Halttunen        | Toyota Yaris WRC       | Toyota Gazoo Racing WRT          | WRC         | 2h31'07"3 | +43"1      | 17       |
| 4.         | 33       | Elfyn Evans               | Scott Martin           | Toyota Yaris WRC       | Toyota Gazoo Racing WRT          | WRC         | 2h31'13"8 | +49"6      | 13       |
| 5.         | 1        | Sébastien Ogier           | Julien Ingrassia       | Toyota Yaris WRC       | Toyota Gazoo Racing WRT          | WRC         | 2h31'20"0 | +55"8      | 14       |
| 6.         | 8        | Ott Tänak                 | Martin Järveoja        | Hyundai i20 Coupe WRC  | Hyundai Shell Mobis WRT          | WRC         | 2h34'10"7 | +3'46"5    | 13       |
| 7.         | 25       | Yohan Rossel              | Alexandre Coria        | Citroën C3 Rally2      | -                                | RC2 / WRC-3 | 2h42'39"1 | +12'14"9   | 6        |
| 8.         | 39       | Pieter-Jan-Michiel Cracco | Jasper Vermeulen       | Škoda Fabia Rally2 Evo | -                                | RC2 / WRC-3 | 2h43'30"1 | +13'05"9   | 4        |
| 9.         | 60       | Fabian Kreim              | Frank Christian        | Volkswagen Polo GTI R5 | -                                | RC2         | 2h43'38"0 | +13'13"8   | 2        |
| 10.        | 37       | Vincent Verschueren       | Filip Cuvelier         | Volkswagen Polo GTI R5 | -                                | RC2 / WRC-3 | 2h43'55"3 | +13'31"1   | 1        |
| WRC-2      |          |                           |                        |                        |                                  |             |           |            |          |
| 1. (19.)   | 21       | Jari Huttunen             | Mikko Lukka            | Hyundai i20 N Rally2   | Hyundai Motorsport N             | RC2 / WRC-2 | 2h51'32"9 | –          | 30       |
| 2. (59.)   | 22       | Nikolaj Grjazin           | Konstantin Aleksandrov | Volkswagen Polo GTI R5 | Movisport SRL                    | RC2 / WRC-2 | 3h35'32"2 | +43'59"3   | 22       |
| WRC-3      |          |                           |                        |                        |                                  |             |           |            |          |
| 1. (7.)    | 25       | Yohan Rossel              | Alexandre Coria        | Citroën C3 Rally2      | -                                | RC2 / WRC-3 | 2h42'39"1 | –          | 29       |
| 2. (8.)    | 39       | Pieter-Jan-Michiel Cracco | Jasper Vermeulen       | Škoda Fabia Rally2 Evo | -                                | RC2 / WRC-3 | 2h43'30"1 | +51"0      | 18       |
| 3. (10.)   | 37       | Vincent Verschueren       | Filip Cuvelier         | Volkswagen Polo GTI R5 | -                                | RC2 / WRC-3 | 2h43'55"3 | +1'16"2    | 18       |
| 4. (11.)   | 35       | Sébastien Bedoret         | François Gilbert       | Škoda Fabia Rally2 Evo | -                                | RC2 / WRC-3 | 2h45'10"7 | +2'31"6    | 12       |
| 5. (12.)   | 28       | Josh McErlean             | James Fulton           | Hyundai i20 R5         | -                                | RC2 / WRC-3 | 2h45'18"8 | +2'36"7    | 10       |
| 6. (13.)   | 38       | Bernd Casier              | Pieter Vyncke          | Ford Fiesta Rally2     | -                                | RC2 / WRC-3 | 2h45'37"5 | +2'58"4    | 8        |
| 7. (14.)   | 32       | Ghislain de Mevius        | Johan Jalet            | Škoda Fabia Rally2 Evo | -                                | RC2 / WRC-3 | 2h46'09"4 | +3'30"3    | 9        |
| 8. (15.)   | 27       | Cédric De Cecco           | Jérôme Humblet         | Škoda Fabia Rally2 Evo | -                                | RC2 / WRC-3 | 2h46'31"1 | +3'52"0    | 5        |
| 9. (16.)   | 36       | Grégoire Munster          | Louis Louka            | Hyundai i20 R5         | -                                | RC2 / WRC-3 | 2h47'24"2 | +4'45"1    | 7        |
| 10. (17.)  | 35       | Kris Princen              | Peter Kaspers          | Citroën C3 Rally2      | -                                | RC2 / WRC-3 | 2h47'49"4 | +5'10"3    | 1        |
| Junior WRC |          |                           |                        |                        |                                  |             |           |            |          |
| 1. (20.)   | 56       | Jon Armstrong             | Phil Hall              | Ford Fiesta Rally4     | -                                | RC4 / JWRC  | 2h51'55"4 | –          | 32       |
| 2. (21.)   | 49       | Sami Pajari               | Marko Salminen         | Ford Fiesta Rally4     | Porvoon Autopalvelu              | RC4 / JWRC  | 2h52'56"0 | +1'00"6    | 20       |
| 3. (22.)   | 59       | Robert Virves             | Aleks Lesk             | Ford Fiesta Rally4     | Autosport Team Estonia           | RC4 / JWRC  | 2h53'17"1 | +1'21"7    | 15       |
| 4. (23.)   | 57       | Lauri Joona               | Ari Koponen            | Ford Fiesta Rally4     | Team Flying Finn                 | RC4 / JWRC  | 2h53'43"2 | +1'47"8    | 12       |
| 5. (25.)   | 58       | William Creighton         | Liam Regan             | Ford Fiesta Rally4     | Motorsport Ireland Rally Academy | RC4 / JWRC  | 2h55'27"3 | +3'31"9    | 17       |
| 6. (70.)   | 55       | Mārtiņš Sesks             | Renars Francis         | Ford Fiesta Rally4     | LMT Autosporta Akadēmija         | RC4 / JWRC  | 4h03'25"1 | +1h11'29"7 | 10       |

| Principali ritiri | Principali ritiri | Principali ritiri | Principali ritiri | Principali ritiri  | Principali ritiri       | Principali ritiri | Principali ritiri    | Principali ritiri |
| PS                | Nº                | Pilota            | Copilota          | Auto               | Squadra                 | Classe            | Causa                | Pos.              |
| ----------------- | ----------------- | ----------------- | ----------------- | ------------------ | ----------------------- | ----------------- | -------------------- | ----------------- |
| PS 3              | 16                | Adrien Fourmaux   | Renaud Jamoul     | Ford Fiesta WRC    | M-Sport Ford WRT        | WRC               | Incidente            | 7º                |
| PS 7              | 23                | Tom Kristensson   | David Arhusiander | Ford Fiesta Rally2 | M-Sport Ford WRT        | RC2 / WRC-2       | Incidente            | 20º               |
| PS 10             | 18                | Takamoto Katsuta  | Keaton Williams   | Toyota Yaris WRC   | Toyota Gazoo Racing WRT | WRC               | Incidente            | 6º                |
| PS 13             | 20                | Teemu Suninen     | Mikko Markkula    | Ford Fiesta Rally2 | M-Sport Ford WRT        | RC2 / WRC-2       | Motore surriscaldato | 34º               |
| PS 17             | 24                | Oliver Solberg    | Aaron Johnston    | Hyundai i20 R5     | Hyundai Motorsport N    | RC2 / WRC-2       | Problemi elettrici   | 16º               |

Legenda
| Icona | Note                                                                                 |
| ----- | ------------------------------------------------------------------------------------ |
| WRC   | Equipaggio di classe WRC che può conquistare punti per il campionato costruttori     |
| WRC   | Equipaggio di classe WRC che non può conquistare punti per il campionato costruttori |
| WRC-2 | Equipaggio registrato al campionato WRC-2                                            |
| WRC-3 | Equipaggio registrato al campionato WRC-3                                            |
| JWRC  | Equipaggio registrato al campionato Junior WRC                                       |
|       | Ulteriori classificazioni                                                            |

### Prove speciali
| Frazione            | Prova | Ora   | Nome                          | Lunghezza | Vincitori                         | Tempo            | Velocità media   | Leader del rally                  |
| ------------------- | ----- | ----- | ----------------------------- | --------- | --------------------------------- | ---------------- | ---------------- | --------------------------------- |
| Frazione 1 (13 ago) | PS1   | 13:36 | Reninge - Vleteren 1          | 15,00 km  | Ott Tänak Martin Järveoja         | 7'49"1           | 115,11 km/h      | Ott Tänak Martin Järveoja         |
| Frazione 1 (13 ago) | PS2   | 14:25 | Westouter - Boeschepe 1       | 19,60 km  | Craig Breen Paul Nagle            | 10'35"3          | 111,07 km/h      | Craig Breen Paul Nagle            |
| Frazione 1 (13 ago) | PS3   | 15:15 | Kemmelberg 1                  | 23,62 km  | Craig Breen Paul Nagle            | 11'39"7          | 121,53 km/h      | Craig Breen Paul Nagle            |
| Frazione 1 (13 ago) | PS4   | 16:09 | Zonnebeke 1                   | 9,45 km   | Thierry Neuville Martijn Wydaeghe | 4'34"0           | 124,16 km/h      | Thierry Neuville Martijn Wydaeghe |
| Frazione 1 (13 ago) | PS5   | 18:15 | Reninge - Vleteren 2          | 15,00 km  | Thierry Neuville Martijn Wydaeghe | 7'49"0           | 115,14 km/h      | Thierry Neuville Martijn Wydaeghe |
| Frazione 1 (13 ago) | PS6   | 19:04 | Westouter - Boeschepe 2       | 19,60 km  | Thierry Neuville Martijn Wydaeghe | 10'27"0          | 112,54 km/h      | Thierry Neuville Martijn Wydaeghe |
| Frazione 1 (13 ago) | PS7   | 19:54 | Kemmelberg 2                  | 23,62 km  | Thierry Neuville Martijn Wydaeghe | 11'28"0          | 123,45 km/h      | Thierry Neuville Martijn Wydaeghe |
| Frazione 1 (13 ago) | PS8   | 20:48 | Zonnebeke 2                   | 9,45 km   | prova cancellata                  | prova cancellata | prova cancellata | Thierry Neuville Martijn Wydaeghe |
|                     |       |       |                               |           |                                   |                  |                  |                                   |
| Frazione 2 (14 ago) | PS9   | 09:11 | Hollebeke 1                   | 25,86 km  | Craig Breen Paul Nagle            | 13'30"7          | 114,83 km/h      | Thierry Neuville Martijn Wydaeghe |
| Frazione 2 (14 ago) | PS10  | 10:08 | Dikkebus 1                    | 12,49 km  | Craig Breen Paul Nagle            | 6'23"9           | 117,12 km/h      | Thierry Neuville Martijn Wydaeghe |
| Frazione 2 (14 ago) | PS11  | 11:01 | Watou 1                       | 13,62 km  | Elfyn Evans Scott Martin          | 6'42"0           | 121,97 km/h      | Thierry Neuville Martijn Wydaeghe |
| Frazione 2 (14 ago) | PS12  | 11:51 | Mesen - Middelhoek 1          | 7,99 km   | Thierry Neuville Martijn Wydaeghe | 4'24"8           | 108,63 km/h      | Thierry Neuville Martijn Wydaeghe |
| Frazione 2 (14 ago) | PS13  | 14:11 | Hollebeke 2                   | 25,86 km  | Sébastien Ogier Julien Ingrassia  | 13'23"7          | 115,83 km/h      | Thierry Neuville Martijn Wydaeghe |
| Frazione 2 (14 ago) | PS14  | 15:08 | Dikkebus 2                    | 12,49 km  | Thierry Neuville Martijn Wydaeghe | 6'19"1           | 118,61 km/h      | Thierry Neuville Martijn Wydaeghe |
| Frazione 2 (14 ago) | PS15  | 16:01 | Watou 2                       | 13,62 km  | Sébastien Ogier Julien Ingrassia  | 6'37"1           | 123,48 km/h      | Thierry Neuville Martijn Wydaeghe |
| Frazione 2 (14 ago) | PS16  | 16:51 | Mesen - Middelhoek 2          | 7,99 km   | Thierry Neuville Martijn Wydaeghe | 4'21"2           | 110,12 km/h      | Thierry Neuville Martijn Wydaeghe |
|                     |       |       |                               |           |                                   |                  |                  | Thierry Neuville Martijn Wydaeghe |
| Frazione 3 (15 ago) | PS17  | 08:30 | Stavelot 1                    | 9,05 km   | Kalle Rovanperä Jonne Halttunen   | 5'06"2           | 106,40 km/h      | Thierry Neuville Martijn Wydaeghe |
| Frazione 3 (15 ago) | PS18  | 09:08 | Francorchamps 1               | 11,21 km  | Ott Tänak Martin Järveoja         | 6'56"9           | 96,80 km/h       | Thierry Neuville Martijn Wydaeghe |
| Frazione 3 (15 ago) | PS19  | 10:40 | Stavelot 2                    | 9,05 km   | Ott Tänak Martin Järveoja         | 5'04"0           | 107,17 km/h      | Thierry Neuville Martijn Wydaeghe |
| Frazione 3 (15 ago) | PS20  | 12:18 | Francorchamps 2 (power stage) | 11,21 km  | Ott Tänak Martin Järveoja         | 6'48"3           | 98,84 km/h       | Thierry Neuville Martijn Wydaeghe |

### Power stage
PS20: Francorchamps 2 di 11,21 km, disputatasi domenica 15 agosto 2021 alle ore 12:18 (UTC+2).
| Pos. | No. | Pilota           | Co-pilota        | Auto                  | Classe | Tempo  | Distacco | Punti |
| ---- | --- | ---------------- | ---------------- | --------------------- | ------ | ------ | -------- | ----- |
| 1    | 8   | Ott Tänak        | Martin Järveoja  | Hyundai i20 Coupe WRC | WRC    | 6'48"3 | –        | 5     |
| 2    | 1   | Sébastien Ogier  | Julien Ingrassia | Toyota Yaris WRC      | WRC    | 6'50"3 | +2"0     | 4     |
| 3    | 11  | Thierry Neuville | Martijn Wydaeghe | Hyundai i20 Coupe WRC | WRC    | 6'51"9 | +3"6     | 3     |
| 4    | 69  | Kalle Rovanperä  | Jonne Halttunen  | Toyota Yaris WRC      | WRC    | 6'53"2 | +4"9     | 2     |
| 5    | 33  | Elfyn Evans      | Scott Martin     | Toyota Yaris WRC      | WRC    | 6'54"7 | +6"4     | 1     |

## Classifiche mondiali
Classifica piloti
| Pos. | Pos. | Pilota                    | Punti |
| ---- | ---- | ------------------------- | ----- |
| 1    |      | Sébastien Ogier           | 162   |
| 2    |      | Elfyn Evans               | 124   |
| 3    |      | Thierry Neuville          | 124   |
| 4    |      | Kalle Rovanperä           | 99    |
| 5    |      | Ott Tänak                 | 87    |
| 6    |      | Takamoto Katsuta          | 66    |
| 7    |      | Craig Breen               | 60    |
| 8    |      | Gus Greensmith            | 34    |
| 9    |      | Dani Sordo                | 31    |
| 10   |      | Adrien Fourmaux           | 30    |
| 11   |      | Teemu Suninen             | 17    |
| 12   |      | Mads Østberg              | 13    |
| 13   | 3    | Yohan Rossel              | 12    |
| 14   | 1    | Jari Huttunen             | 10    |
| 15   | 1    | Andreas Mikkelsen         | 8     |
| 16   | 1    | Esapekka Lappi            | 7     |
| 17   |      | Oliver Solberg            | 6     |
| 18   |      | Pierre-Louis Loubet       | 6     |
| 19   |      | Onkar Rai                 | 6     |
| 20   |      | Pepe López                | 4     |
| 21   | N    | Pieter-Jan-Michiel Cracco | 4     |
| 22   | 1    | Karan Patel               | 4     |
| 23   | 1    | Aleksej Luk'janjuk        | 4     |
| 24   | 1    | Jan Solans                | 2     |
| 25   | 1    | Carl Tundo                | 2     |
| 26   | N    | Fabian Kreim              | 2     |
| 27   | 2    | Marco Bulacia Wilkinson   | 1     |
| 28   | 2    | Nikolaj Grjazin           | 1     |
| 29   | 2    | Eric Camilli              | 1     |
| 30   | N    | Vincent Verschueren       | 1     |

Classifica copiloti
| Pos. | Pos. | Pilota                   | Punti |
| ---- | ---- | ------------------------ | ----- |
| 1    |      | Julien Ingrassia         | 162   |
| 2    |      | Scott Martin             | 124   |
| 3    |      | Martijn Wydaeghe         | 124   |
| 4    |      | Jonne Halttunen          | 99    |
| 5    |      | Martin Järveoja          | 87    |
| 6    |      | Daniel Barritt           | 66    |
| 7    |      | Paul Nagle               | 60    |
| 8    |      | Renaud Jamoul            | 30    |
| 9    |      | Chris Patterson          | 28    |
| 10   |      | Borja Rozada             | 20    |
| 11   |      | Mikko Markkula           | 17    |
| 12   |      | Torstein Eriksen         | 13    |
| 13   | 4    | Alexandre Coria          | 12    |
| 14   | 1    | Carlos del Barrio        | 11    |
| 15   | 1    | Mikko Lukka              | 10    |
| 16   | 1    | Ola Fløene               | 8     |
| 17   | 1    | Janne Ferm               | 7     |
| 18   | 2    | Florian Haut-Labourdette | 6     |
| 19   | 1    | Sebastian Marshall       | 6     |
| 20   | 1    | Drew Sturrock            | 6     |
| 21   | 1    | Elliott Edmondson        | 6     |
| 22   | N    | Jasper Vermeulen         | 4     |
| 23   | 1    | Diego Vallejo            | 4     |
| 24   | 1    | Tauseef Khan             | 4     |
| 25   | 1    | Jaroslav Fëdorov         | 4     |
| 26   | 1    | Rodrigo Sanjuan          | 2     |
| 27   | 1    | Tim Jessop               | 2     |
| 28   | N    | Frank Christian          | 2     |
| 29   | 2    | Marcelo Der Ohannesian   | 1     |
| 30   | 2    | Konstantin Aleksandrov   | 1     |
| 31   | 2    | François-Xavier Buresi   | 1     |
| 32   | N    | Filip Cuvelier           | 1     |

Classifica costruttori WRC
| Pos. | Pos. | Squadra                 | Punti |
| ---- | ---- | ----------------------- | ----- |
| 1    |      | Toyota Gazoo Racing WRT | 348   |
| 2    |      | Hyundai Shell Mobis WRT | 307   |
| 3    |      | M-Sport Ford WRT        | 135   |
| 4    |      | Hyundai 2C Competition  | 44    |